# Gammel Hjortkær
Gl. Hjortkær eller Gl. Hjortkjær er i dag en lille bebyggelse i Sydvestjylland. Bebyggelsen var oprindeligt den gamle del af landsbyen Hjortkær (Grimstrup Sogn) og ligger ca 1 km øst for denne.

## Historie
Landsbyen Hjortkær lå ved Slebsager Bæk.
Hjortkær landsby bestod i 1682 af 8 gårde. Det samlede dyrkede areal udgjorde 230,4 tønder land skyldsat til 23,08 tønder hartkorn. Dyrkningsformen var græsmarksbrug med tægter.
Den oprindelige landsby blev opløst i 1800-tallet. En skole (oprindelig biskole) blev opført i 1800-tallet på en mark nordvest for landsbyen.
I begyndelsen af 1900-tallet udviklede der sig en ny bymæssig bebyggelse, en lille vejby kaldet Ny Hjortkær, ved et vejkryds ca. 1 km vest for den oprindelige landsbys beliggenhed, men skolen, der fra sin oprindelige beliggenhed i 1901 var blevet flyttet ind til landsbyen, forblev der. Skolen var i brug til 1962.